# Willem Visser 't Hooft
Willem Adolph Visser 't Hooft (Haarlem, 20 settembre 1900 – Ginevra, 4 luglio 1985) è stato un partigiano e teologo olandese.

## Biografia
Visser 't Hooft nacque a Haarlem, nei Paesi Bassi e nei suoi primi anni di adolescenza, fu coinvolto nel movimento cristiano degli studenti olandesi a livello internazionale. Nel 1925, mentre fece il suo primo viaggio negli Stati Uniti con John R. Mott, si interessò al movimento "social gospel". Scrisse la sua tesi di dottorato su di esso presso l'Università di Leiden nel 1928. Dall'ottobre 1929 (volume 22, numero 4) fino al terzo trimestre del 1939 (volume 32, numero 3), fu direttore di The Student World, una rivista trimestrale pubblicata a Ginevra dalla World Christian Student Federation. Il motto della rivista era Ut Omnes Unum Sint.
Visser 't Hooft era attivo nella resistenza contro il nazismo. Il suo appartamento a Ginevra, in Svizzera, divenne il luogo d'incontro per i membri della Resistenza tedesca contro il Terzo Reich tra marzo e aprile 1944. Hilda Monte e Hannah Bertholet furono tra le 15 e 16 persone che, provenendo da tutta l'Europa, qui si incontrarono per discutere della resistenza internazionale contro il Nazismo.
Nel 1938, Visser 't Hooft fu nominato primo segretario generale del WCC, anche se all'epoca teneva solo 38 anni. Scrisse 15 libri in diverse lingue e numerosi articoli e circa 50.000 lettere.

## Onorificenze e premi
- 1959 - Officiale della Legion d'onore
- 1966 - Premio internazionale per la pace degli editori tedeschi (con Augustin Bea)
- 1967 - Cittadinanza onoraria di Ginevra
- 1968 - Presidente Onorario del Consiglio Ecumenico delle Chiese
- 1975 - Premio Augustin Bea
- 1982 - Four Freedoms Award (categoria della libertà religiosa)
- 15 lauree ad honorem, comprese quelle delle facoltà teologiche di  Princeton,  Oxford,  Yale e  Harvard.

## Opere principali
- The Background of the Social Gospel in America, Haarlem: H.D. Tjeenk Willink & Zoon, 1928.
- Anglo-Catholicism and Orthodoxy: A Protestant View, London: SCM Press, 1933.
- Students Find the Truth to Serve: The Story of the World’s Student Christian Federation 1931-1935, Geneva: World’s Student Christian Federation, [1935].
- Visser ’t Hooft, W.A. and J. H. Oldham, The Church and Its Function in Society, New York: Willett, Clark & Company, 1937.
- The Kingship of Christ: An Interpretation of Recent European Theology, New York: Harper, 1948.
- The Renewal of the Church, Philadelphia: Westminster Press, 1956.
- Rembrandt and the Gospel, Philadelphia: Westminster Press, 1958.
- The Pressure of Our Common Calling, New York: Doubleday, 1959.
- No Other Name: The Choice between Syncretism and Christian Universalism, London: SCM, 1963.
- Bea, Augustin and Willem A. Visser ’t Hooft, Peace Among Christians, translated by Judith Moses, New York: Association Press; Herder and Herder, 1967.
- Memoirs, Philadelphia: Westminster Press, 1973.
- The Genesis and Formation of the World Council of Churches, Geneva: World Council of Churches, 1982.
- The Fatherhood of God in an Age of Emancipation, Geneva: World Council of Churches, 1982.
- Teachers and the Teaching Authorities, Geneva: WCC Publications, 1990.
- “The Inclusive and Exclusive Aspects of Christian Truth,” The Student World, vol. 22, no. 4 (October, 1929): 349-355.
- “The Economy of the Charismata and the Ecumenical Movement,” in Student Christian Association of Greece, Paulus-Hellas-Oikumene (An Ecumenical Symposium), Athens: Student Christian Association of Greece (1951): 189-192.
- “The Integrity of the Church,” Princeton Seminary Bulletin, vol. 52,  no. 2 (1958): 3-7.
- “Missions as a Test of Faith,” Ecumenical Review, vol. 16, no. 3 (April, 1964): 249-257.